# گنجشک حنایی
گنجشک حنایی (نام علمی: Passer rutilans) نام یک گونه از سرده گنجشک‌های راستین است.